# Horismenus petiolatus
Horismenus petiolatus är en stekelart som först beskrevs av William Harris Ashmead 1894.  Horismenus petiolatus ingår i släktet Horismenus och familjen finglanssteklar. Inga underarter finns listade i Catalogue of Life.